# Dieta alcalina

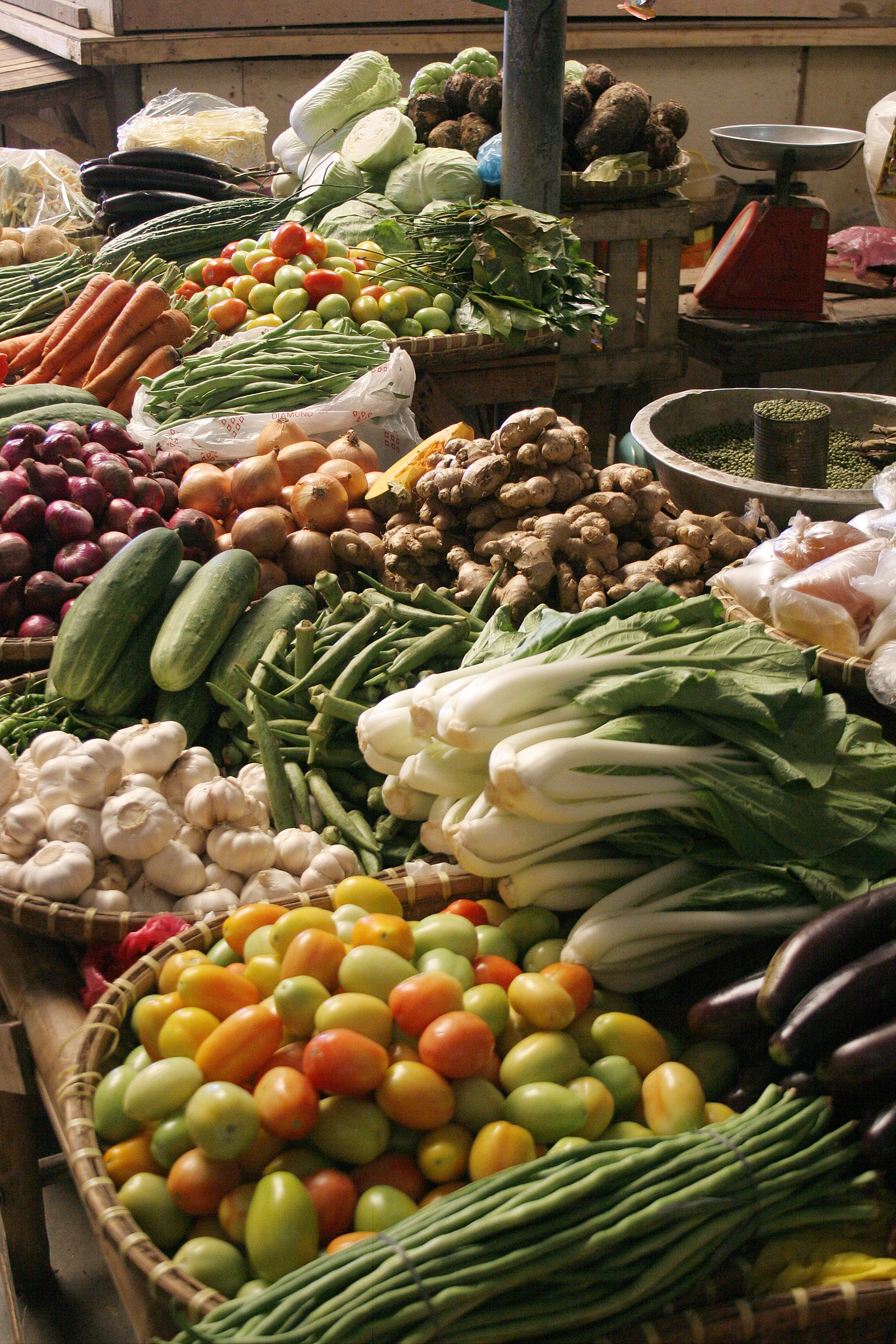
Le verdure, in particolare crude, sono alla base della dieta alcalina

La dieta alcalina, o dieta acido-base è una dieta basata sulla convinzione che alcuni cibi possano influire sull'acidità e sul pH dei fluidi corporei come il sangue e che questa presunta alcalinizzazione avrebbe effetti benefici nel prevenire e/o curare varie malattie, tra l'altro contraria a quelle che sono le attuali conoscenze sulla fisiologia umana. La dieta alcalina tende a privilegiare le verdure (in particolare crude) evitando per lo più la carne, i formaggi e i cibi a base di grano.
Data la non plausibilità scientifica di queste convinzioni, e per la mancanza di prove cliniche o scientifiche a loro supporto, tale dieta non è proposta né raccomandata dai dietisti e dai professionisti che si occupano di salute.
Secondo l'Academy of Nutrition and Dietetics statunitense alcuni aspetti di questa dieta, come l'enfasi posta sui vegetali e sull'attività fisica, sono positivi, tuttavia non si tratta di una dieta valida e salutare per perdere peso.

## Storia
La nascita della teoria viene attribuita a Robert Oldham Young, che scrisse un libro sui presunti benefici della dieta; egli aveva conseguito una laurea on-line in medicina presso la Clayton College of Natural Health, università priva di riconoscimento.
Nel gennaio 2014 Young è stato arrestato per truffa, esercizio abusivo della professione medica e altri 16 capi di imputazione; il suo processo è iniziato nel novembre 2015: nel febbraio 2016 è stato dichiarato colpevole di esercitare la professione medica senza licenza con una condanna a tre anni di carcere, e nel gennaio 2017 fu imputato nuovamente con sei accuse di frode: per evitare un nuovo processo, Young si è dichiarato colpevole di altri due capi di accusa per aver praticato professione medica senza licenza; la condanna a 44 mesi nel patteggiamento includeva una dichiarazione di Young che ammetteva di non avere titoli di studio da nessuna scuola accreditata e di non essere né microbiologo, né ematologo, né medico, né naturopata né uno scienziato qualificato.

## Teoria
La dieta alcalina consente un consumo libero di cibi considerati "alcalinizzanti", senza dunque un limite sulle quantità. La dieta, secondo i suoi sostenitori, produrrebbe una non provata e non meglio specificata condizione di "alcalinità" diffusa sui tessuti corporei, rendendo l'individuo più forte all'attacco di batteri e virus. La non provata riduzione dei batteri nel tratto intestinale dovuta all'alimentazione alcalina garantirebbe, sempre secondo i suoi sostenitori, una maggior "efficienza" energetica.
La dieta, che consiglia un consumo in percentuale del 80% di alimenti "alcalinizzanti" in ragione del 20% di alimenti "acidificanti", fornisce delle linee guida sulla scelta di questi ultimi: andrebbero preferiti il pane integrale, la pasta al grano saraceno, vanno assolutamente limitati il consumo di carne e latticini in quanto "acidificanti"; il loro consumo andrebbe affiancato da alimenti "alcanizzanti" per ridurne l'effetto acidificante. Tra i latticini le preferenze sulla scelta andrebbero verso i prodotti caprini per le presunte proprietà antimicotiche del latte di capra. Il pesce andrebbe preferito alla carne.

## Implausibilità scientifica e possibili danni
Per l'American Institute for Cancer Research l'affermazione che la dieta possa significativamente cambiare l'acidità del sangue è contraria a tutte le nostre conoscenze circa la chimica del corpo umano, ed equiparabile a un fatto mitologico.
Il sangue umano viene mantenuto tra pH 7,35 e 7,45 mediante meccanismi di equilibrio acido base, per evitare gravi danni all'organismo. Livelli superiori a 7,45 sono indicati come alcalemia e livelli inferiori a 7,35 come acidemia. A differenza dell'urina, il cui grado di acidità può essere modificato, in quanto essa è uno dei mezzi che il corpo usa per regolare i livelli di pH, nessuna dieta può incidere sul pH del sangue se non in maniera minima e del tutto transitoria. Di fatto, poiché il nostro corpo tende a mantenere il pH stabile, ogni alimento che viene introdotto viene immediatamente reso neutro o addirittura acidificato dai succhi gastrici, rendendo quindi impossibile ogni influenza di tale cibo sui nostri fluidi corporei (in particolare il sangue).
I sostenitori talvolta citano studi scientifici che sembrano mostrare una qualche efficacia, tuttavia in essi si confonde il rapporto causale con la correlazione statistica, cioè si attribuisce un effetto ad un elemento senza averne prova; ad esempio, tale effetto benefico potrebbe essere stato prodotto dal fatto di eliminare cibi grassi o particolarmente insalubri introducendo cibi particolarmente salutari (come le verdure), e questo indipendentemente dal loro grado di acidità.
La dieta alcalina, poiché tende a privilegiare taluni alimenti anziché altri, può risultare poco bilanciata e carente di nutrienti come gli acidi grassi essenziali e i composti fitochimici. Il maggiore pericolo deriva tuttavia dal credere che questo tipo di dieta possa sostituire le tradizionali terapie di comprovata efficacia, esponendo quindi la persona a gravi conseguenze.